# NGC 6519
NGC 6519 ist ein aus mehreren Sternen bestehender Asterismus im Sternbild Schütze. Er wurde im Oktober 1860 von Julius Schmidt bei einer Beobachtung irrtümlich für eine Galaxie gehalten und erlangte so einen Eintrag in den Katalog.